# 名幣

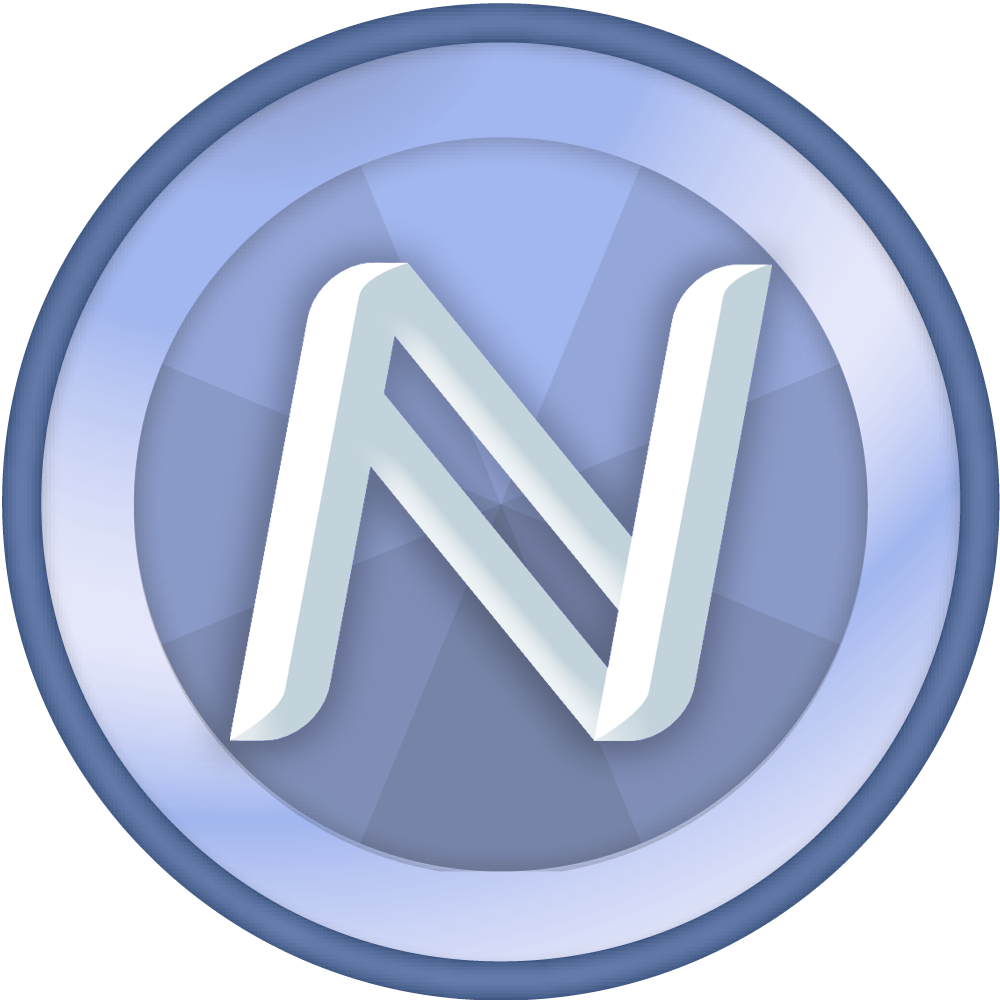

名幣、或稱域名幣（英語：Namecoin)，是一個加密電子貨幣。它是世界上首個採用域名技術發行的開源去中央化的加密電子貨幣。Namecoin在2011年正式發佈。
此貨幣供應量設計上限是2100萬牧。採用頂級域名為.bit。

## 外部連結
- Namecoin Official page（页面存档备份，存于）